# سیارک ۳۳۹۸
سیارک ۳۳۹۸ (به انگلیسی: 3398 Stattmayer، نامگذاری:1978PC) سه هزار و سیصد و نود و هشتمین سیارک کشف شده‌است که در ۱۰ اوت ۱۹۷۸ کشف شد.
قدر مطلق سیارک برابر ۱۳٫۱۰ است.